# Пустари
Пустари (пол. Pustary, нім. Pustar) — село в Польщі, у гміні Диґово Колобжезького повіту Західнопоморського воєводства.
У 1975-1998 роках село належало до Кошалінського воєводства.